# Camponotus crassus
Camponotus crassus é uma espécie de inseto do gênero Camponotus, pertencente à família Formicidae.